# مقاطعة ليك أوف ذا وودز (مينيسوتا)
مقاطعة ليك أوف ذا وودز (بالإنجليزية: Lake of the Woods County)‏ هي إحدى مقاطعات ولاية مينيسوتا في الولايات المتحدة الأمريكية.